# 星披打 (新南威爾斯州)
星披打是澳洲新南威爾斯州雪梨內西區的一個市區，位於雪梨商業中心區以南7（4.3英里）處，內西區議局及雪梨市地方政府行政區內。

## 教堂
- 聖公會聖彼得堂（英语：St Peters Church, St Peters），建於1838年，位於太子公路上，星披打市區以之命名[6]

## 學校

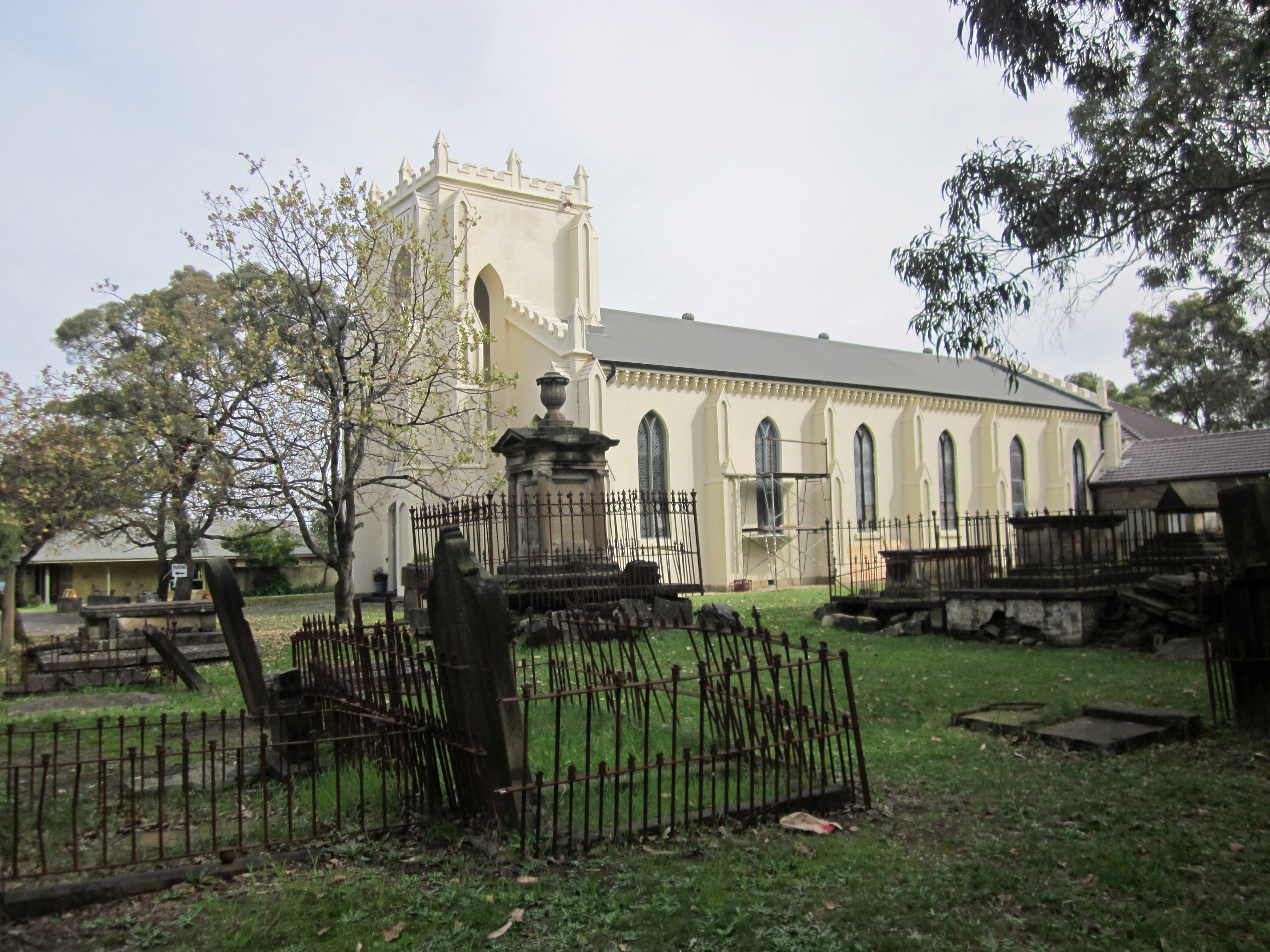
聖公會聖彼得堂

- 星披打公立學校（St Peters Public School），前稱英格蘭教會聖彼得學校（St Peters Church of England School）

## 外部連結
- St Peters Anglican Church website （页面存档备份，存于）
- St Peters History website （页面存档备份，存于）